# Rudolf Steiner
Rudolf Steiner (25. února 
1861, Kraljevec, Rakousko-Uhersko (dnešní Chorvatsko) – 30. března 1925, Dornach u Basileje, Švýcarsko) byl rakouský filosof, literární kritik, pedagog, umělec, dramatik, sociální myslitel, esoterik.
Byl zakladatelem antroposofie, waldorfského školství, biodynamického zemědělství, antroposofického lékařství a nové umělecké formy – eurytmie.

## Život

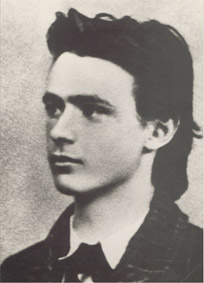
Rudolf Steiner jako maturant

Rudolf Steiner se narodil jako syn železničního úředníka, dostalo se mu římskokatolického křtu a jako chlapec ministroval v katolickém kostele v Neudörflu. Od 11 let studoval na vídeňském reálném gymnáziu ve Wiener Neustadtu, kde v roce 1879 maturoval. Zajímala ho hlavně matematika a deskriptivní geometrie, soukromě studoval latinu a řečtinu a četl Kanta. Roku 1879 se zapsal na Vysoké učení technické ve Vídni s úmyslem stát se inženýrem.
Již v osmi letech se u něho, podle jeho slov, objevily jasnovidné schopnosti. Tím se mu prý otevřela možnost "žít od toho okamžiku s duchovními bytostmi přírody". Na cestách do Vídně se seznámil s Felixem Koguzkim, formálně nevzdělaným, ale duchovně založeným bylinkářem, který Steinerovi ukázal "instinktivní vědění pravěku". Také se tehdy setkal s osobou, jejíž jméno nikdy nezveřejnil, nazýval ji Mistr, a ten Steinera zasvěcoval do spirituálního obrazu světa. Zároveň ho tento Mistr přivedl na myšlenku prosadit tento způsob nazírání na svět v západním světě. Ve Vídni docházel mezi umělce a vzdělance a diskutoval zde s představiteli kultivovaného katolicismu o reinkarnaci a christologii. S argumentací katolických teologů byl nespokojen, nesouhlasil s jejich popíráním možnosti reinkarnace. Jeho učitel, literární historik Karl Julius Schröer ho seznámil s pracemi Johanna Wolfganga von Goetha a Steiner se podílel na vydávání jeho spisů. Goethe zavedl do botaniky pojem metamorfóza. Vysvětloval tímto pojmem skutečnost, že v přírodě se vše živé vyvíjí, nic nezůstává tak jak to Bůh kdysi stvořil. Nevědomky na tuto ideu navazoval svou prací Charles Darwin. Profesor Schröer doporučil Steinera vedení Goethova a Schillerova archivu ve Výmaru. V následujících sedmi letech Steiner dokončil filosofický základ své vědy - antroposofie (pojem samotný zaveden roku 1912) - a získal titul doktor filosofie na universitě v Rostocku. Název jeho disertační práce byl: Prolegomena k dorozumění filosofického vědomí se sebou samým. Pod vedením Rudolfa Steinera byl roku 1913 u Dornachu blízko švýcarské Basileje započata stavba celodřevěné budovy nazvané Goetheanum. Na stavbě se podíleli příslušníci sedmnácti národů. Budova byla projektována ve stylu zohledňujícím zákony organického života a metamorfózy. Stavba vyhořela, pravděpodobně podpálena nacisty o silvestrovské noci roku 1922. Obnovená stavba Goetheanea (Steiner začal pracovat na jejím plánu hned 2. ledna 1923)  byla postavena z betonu. V budově sídlila Svobodná vysoká škola pro duchovní vědu. Přírodovědná sekce školy vydala v roce 1928 knihu německého lékaře Hermanna Poppelbauma "Člověk a zvíře". Dílo vzniklo po setkání Poppelbauma s Rudolfem Steinerem a jeho antroposofií. Práce se zabývá rozdílem mezi člověkem a zvířetem, přičemž z hlediska vývojového není toto dilema stále ještě rozřešeno. Steiner zemřel 30. března 1925, zůstalo po něm monumentální dílo. Na šest tisíc přednášek, většina stenograficky zapsaná, 300 publikací, které dále ovlivnily další literaturu. Antroposofie, věda Steinerem založená, se stala součástí speciálních vědeckých, uměleckých i praktických oborů, opírajíc se nikoli o tradice či spekulace, ale o přímé poznání světa.

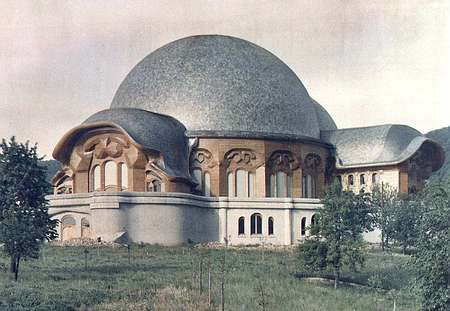
První Goetheanum

## Filosofie
V roce 1894 vydal knihu Filosofie svobody s podtitulem Výsledky duševního pozorování podle přírodovědné metody. V roce 1902 vstoupil Steiner do Teosofické společnosti. Ideálem teosofů byla syntéza všech existujících náboženství. Tato idea by však nakonec vedla k nekritickému synkretizmu. Tento směr Steinerovi nevyhovoval a proto Teosofickou společnost opustil a založil vlastní samostatnou Antroposofickou společnost. Rudolf Steiner zastával myšlenku, že idea znovuvtělování lidských individualit může přinést lidstvu smysl a cíl: 
Jako kdysi dozrál čas k přijetí koperníkovského světového názoru, tak dozrála naše doba k tomu, aby přivedla učení o reinkarnaci a karmě k všeobecnému vědomí…

V Steinerově vědě má nezastupitelné místo christologie. Nazírá na Krista ne tak, jak ho ukazují evangelia a církev, ale jako na božskou kosmickou bytost, která sestoupila na zem, aby se při Ježíšově smrti spojila se zemí a lidstvem a dala tak impulz k dalšímu vývoji lidstva a jeho produchovnění. Rudolf Steiner nehlásal nové náboženství, nechtěl zakládat novou sektu či hlásat teologii. Ukazoval možnost nového zážitku Krista pomocí nadsmyslového vnímání, a to pro celé lidstvo bez ohledu na náboženskou víru, církevní příslušnost či vyznání. Duchovní věda má umožnit pochopit nadsmyslové vnímání. Antroposofie má schopnost nadsmyslového vnímání prokázat a lidstvo v tomto směru poučit. Steinerův životopisec Johannes Hemleben napsal v roce 1963: 
V osudovém dilematu současného lidstva, stojícího, jako snad nikdy v dějinách, na pokraji propasti, jeví se osobnost Rudolfa Steinera, velkého neznámého našeho věku, jako ukazatel cesty vedoucí k pochopení nevědomých proudů a možností vývoje a otevírající netušené oblasti poznání. Jeho vpravdě nadlidské dílo je možno nazvat zkušebním kamenem vědomí člověka 20. století. Zneuznáváno a zamlčováno oficiální kulturou, která si tak mnohdy s tragickou zaslepeností uzavírá cestu k objasnění základních problémů života (pokud nečerpá z jeho poznatků potají), nalezlo porozumění jen u duší, jež s hlubokou citlivostí poznávají znamení doby a s odvahou se staví čelem proti proudu triumfujícího klamu.

## Rasové a etnické otázky
Během svého života Steiner konzistentně zdůrazňoval duchovní jednotu všeho lidstva a ostře kritizoval rasové předsudky. Zformuloval názor, podle nějž individuální povaha jednotlivce stojí výše než jakákoliv rasová, etnická, národní či náboženská příslušnost.

## Dílo
- Úvody ke Goethovým přírodovědeckým spisům, Einleitungen zu Goethes Naturwissenschaftlichen Schriften, 1883–1897 (GA 1)
- Základní rysy teorie poznání Goethova světového názoru, Grundlinien einer Erkenntnistheorie der Goetheschen Weltanschauung, mit besonderer Rücksicht auf Schiller, 1886 (GA 2)
- Pravda a věda. Předehra k filosofii svobody, Wahrheit und Wissenschaft. Vorspiel einer „Philosophie der Freiheit“, 1892 (GA 3)
- Filosofie svobody. Základní rysy moderního světového názoru, 1991, 1999, Die Philosophie der Freiheit. Grundzüge einer modernen Weltanschauung – Seelische Beobachtungsresultate nach naturwissenschaftlicher Methode, 1894 (GA 4)
- Fridrich Nietzsche, ein Kämpfer gegen seine Zeit, 1895
- Goethův světový názor, Goethes Weltanschauung, 1897
- Die Mystik im Aufgange des neuzeitlichen Geisteslebens und ihr Verhältnis zur modernen Weltanschauung, 1901
- Rudolf Steiner (1900)

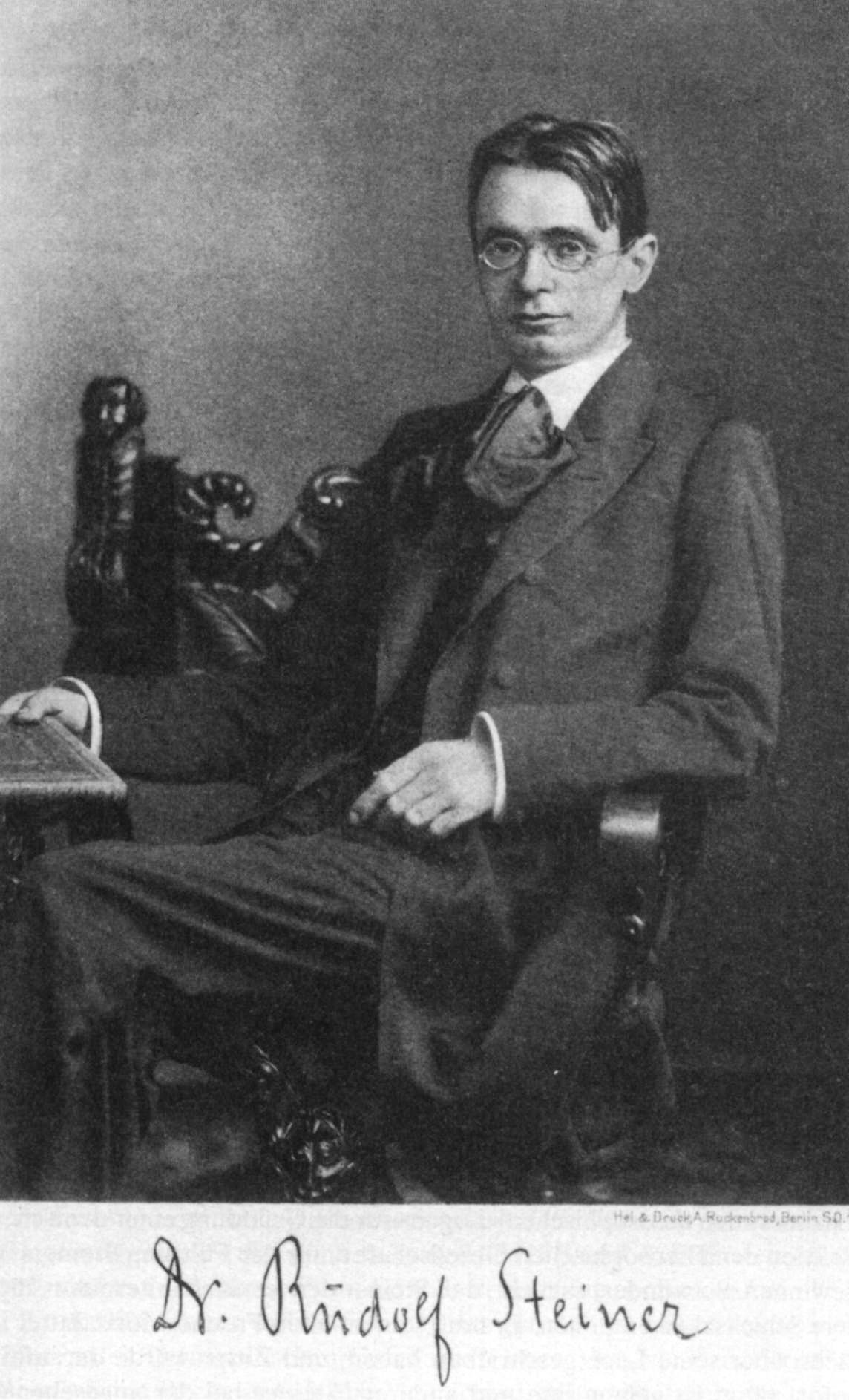
Rudolf Steiner (1900)

Křesťanství jako mystická skutečnost a mysteria starověku, 1998, Das Christentum als mystische Tatsache und die Mysteien des Altertums, 1902 (GA 8)
- Theosophie. Úvod do nadsmyslového poznání světa a poslání člověka, 1992, Theosophie. Einführung in übersinnliche Welterkenntnis und Menschenbestimmung, 1904 (GA 9)
- O poznávání vyšších světů, 1993, Wie erlangt man Erkenntnisse der höheren Welten?, 1904 (GA 10)
- Kronika Akaša, Aus der Akasha-Chronik, 1904–1908
- Die Stufen der höheren Erkenntnis, 1905–1908
- Rosikruciánská theosofie, 1924, Die Theosophie des Rosenkreuzers (Vortragszyklus), 1907
- Tajná věda v nástinu, 1997, Die Geheimwwissenschaft im Umriss, 1910 (GA 13)
- Čtyři mysterijní dramata, Vier Mysteriendramen, 1910–1913
- Duchovní vědení člověka a lidstva, Die geistige Führung des Menschen und der Menschheit, 1911
- Ein Weg zur Selbsterkenntnis des Menschen, 1912
- Markovo evangelium, 1999, Das Markus-Evangelium, 1912 (GA139)
- Práh duchovního světa, 1993, Die Schwelle der geistigen Welt, 1913 (GA 17)
- Záhady filosofie, Die Rätsel der Philosophie, 1914 (GA 18)
- O záhadě člověka, Vom Menschenrätsel, 1916 (GA 20)
- O záhadách duše, Von Seelenrätseln, 1917 (GA 21)
- Goethes Geistesart, 1918
- Hlavní body sociální otázky, 1993, Die Kernpunkte der sozialen Frage in den Lebensnotwendigkeiten der Gegenwart und Zukunft, 1894 (GA 23)
- Idea sociální trojčlennosti, 2000, část díla: Aufsätze über die Dreigliederung des sozialen Organismus und zur Zeitlage 1915–1921, 1919 (GA 24)
- Má cesta životem, 2000, Mein Lebensgang, 1925 (GA 28)
- Okultní fyziologie, 1997, Eine okkulte Physiologie, (GA 128) * Od Ježíše ke Kristu, 1997, Von Jesus zu Christus, (GA 131)
- Pozemské umírání a světové žití. O souvislostech fyzického světa se světem zemřelých, 1999, Erdensteben und Weltenleben. Anthroposophische Lebensgaben. Bewusstseins-Notwendigkeiten für Gegenwart und Zukunft, (GA 181)
- Duchovní věda a zdraví člověka, 2002, Geisteswissenschaft und Medizin, (GA 312)
- Podstata včel. Kosmická chemie, 2001, část díla: Mensch und Welt. Das Wirken des Geistes in der Natur. Das Wesen der Bienen, (GA 351)